# Çò des de Montaya
Çò des de Montaya és un edifici del municipi de Les (Vall d'Aran) inclòs en l'Inventari del Patrimoni Arquitectònic de Catalunya.

## Descripció
Çò des de Montoya segueix la tipologia dels casals del segle xix, amb un pati clos per un portal lateral que tenia a l'altra banda l'antiga garita de la duana, avui una petita fusteria. La casa de secció rectangular presenta la façana orientada a migdia, paral·lela a la "capièra", amb cinc obertures en les dues plantes, sota arcs de descàrrega, i al capdamunt "lucanes" en "l'humarau". La coberta d'encavallades de fusta suporta un llosat de pissarra, de dos vessants; la balconada prevista en el "penalèr" frontal sembla que no s'ha realitzat mai. Les façanes són ornades amb un sòcol, una motllura entre les plantes i una cornisa graonada, i la principal amb quatre contraforts verticals. La façana del darrere ha perdut "l'horn de pan", però conserva el cos sobresortint de la latrina. La porta de la casa està feta amb peces de noguer i roure gravades amb els divuits escuts del municipi de la Val d'Aran, estrets del llibre "Els escuts heràldics dels pobles de Catalunya" de Manuel Bassa i Armengol, tallats per Jèp de Montaya i muntats per son pare José Montaya González, sense dubte un bon ebenista. Damunt, compareix una pedra gravada, força gastada, en la primera línia de la qual figura: ANO 1869.

## Història
D'acord amb el traçat del Camin Reiau i de l'antiga carretera, el control de duanes amb la comissaria de Policia estava a la sortida del nucli de Les, per la Lana, actual casa Montoya. Fou també el primer establiment de les Carmelites de Tolosa, que després s'instal·laren en la Baronia. En l'actual garatge Montoya, contigu a la casa, estava la caseta dels Carrabiners del Regne.